# سوپر استار (فیلم)
سوپر استار فیلمی به کارگردانی و نویسندگی تهمینه میلانی محصول سال ۱۳۸۷ ایران است.

## خلاصه فیلم
کوروش زند یک سوپراستار جوان سینما است که موفقیت و شهرت، او را به آدمی مغرور و خوش‌گذران و غرق در فساد تبدیل کرده‌ است. سر صحنه فیلم‌برداری یکی از فیلم‌هایش دختر نوجوانی سعی می‌کند خودش را به او نزدیک کند و کوروش، دخترک را که خودش را «رها عظیمی» معرفی می‌کند، به خانه‌اش می‌برد. 
رها ادعا می‌کند که دختر کوروش از نخستین زن زندگی او - مهناز - است؛ زمانی که او در شانزده سالگی با مهناز آشنا شده بود. اما کوروش انکار می‌کند و می‌گوید او و مهناز در همان سال‌ها بچه ناخواسته‌شان را سقط کرده‌اند. رها هم می‌گوید که مادرش برای رضایت و آسوده کردن خاطر کوروش ادعای سقط‌جنین کرده، اما در واقع بچه‌اش را نگه داشته‌ است.
کوروش مدام با زنان دوروبرش درگیری دارد و مادرش هم که زنی مبادی اخلاق سنتی است، او را بابت این نوع زندگی ملامت می‌کند. شهلا یکی از این زنان است؛ زنی پولدار و مسن تر از او که برایش پول خرج می‌کند اما وقتی با بی اعتنایی و خیانت کوروش روبرو می‌شود، یکی از چک‌های بدهی او را به اجرا می‌گذارد و باعث می‌شود کوروش از خانه‌اش فرار کند. هم‌زمان، او با رها هم درگیر است که بابت شیوه زندگی‌اش او را سرزنش می‌کند.
سرانجام بر اثر برخورد تند کوروش، رها او را ترک می‌کند. کوروش با نشانی‌هایی که دارد به جستجوی رها می‌رود، اما …

## بازیگران
- شهاب حسینی در نقش کوروش زند
- فتانه ملک محمدی در نقش رها عظیمی
- افسانه بایگان در نقش مسئول پرورشگاه
- نسرین مقانلو در نقش شهلا
- فریبا کوثری در نقش مادر کوروش
- محمدرضا شریفی‌نیا در نقش کارگردان
- رضا رشیدپور در نقش دستیار کارگردان
- لیلا زارع در نقش ساقی
- سارا خوئینی‌ها در نقش همسر کارگردان
- السا فیروزآذر در نقش سارا
- سارا زمانی  در نقش تینا
- فرزاد داداش پور  در نقش پلیس
- امیر انوریان  در نقش گریمور
- نرگس محمدی در نقش منشی صحنه
- الناز فیروزآذر در نقش مهناز
- محمد حاج حسینی در نقش آقای تابان

## جایزه‌ها و نامزدی‌ها
| جشنواره بین‌المللی فیلم فجر ۱۳۸۷             |                          |                 |              |
| بهترین بازیگر نقش اول مرد                   | شهاب حسینی               | برنده           |              |
| بهترین کارگردانی                            | تهمینه میلانی            | نامزد           |              |
| بهترین فیلمنامه                             | تهمینه میلانی            | نامزد           |              |
| بهترین موسیقی متن                           | ناصر چشم‌آذر              | نامزد           |              |
| بهترین فیلم‌برداری                           | علیرضا زرین دست          | نامزد           |              |
| بخش در جستجوی حقیقت و عدالت، سینمای معناگرا | بهترین بازیگر            | فتانه ملک محمدی | دیپلم افتخار |
| جشنواره بین‌المللی فیلم داکا ۲۰۰۹            | بهترین فیلمبرداری        | علیرضا زرین دست | برنده        |
| جشنواره بین‌المللی فیلم داکا ۲۰۰۹            | بهترین بازیگر نقش اول زن | فتانه ملک محمدی | برنده        |